# Scaptodrosophila aterrima
Scaptodrosophila aterrima är en tvåvingeart som först beskrevs av Oswald Duda 1940.  Scaptodrosophila aterrima ingår i släktet Scaptodrosophila och familjen daggflugor. Inga underarter finns listade i Catalogue of Life.